# 위돈 그로스미스

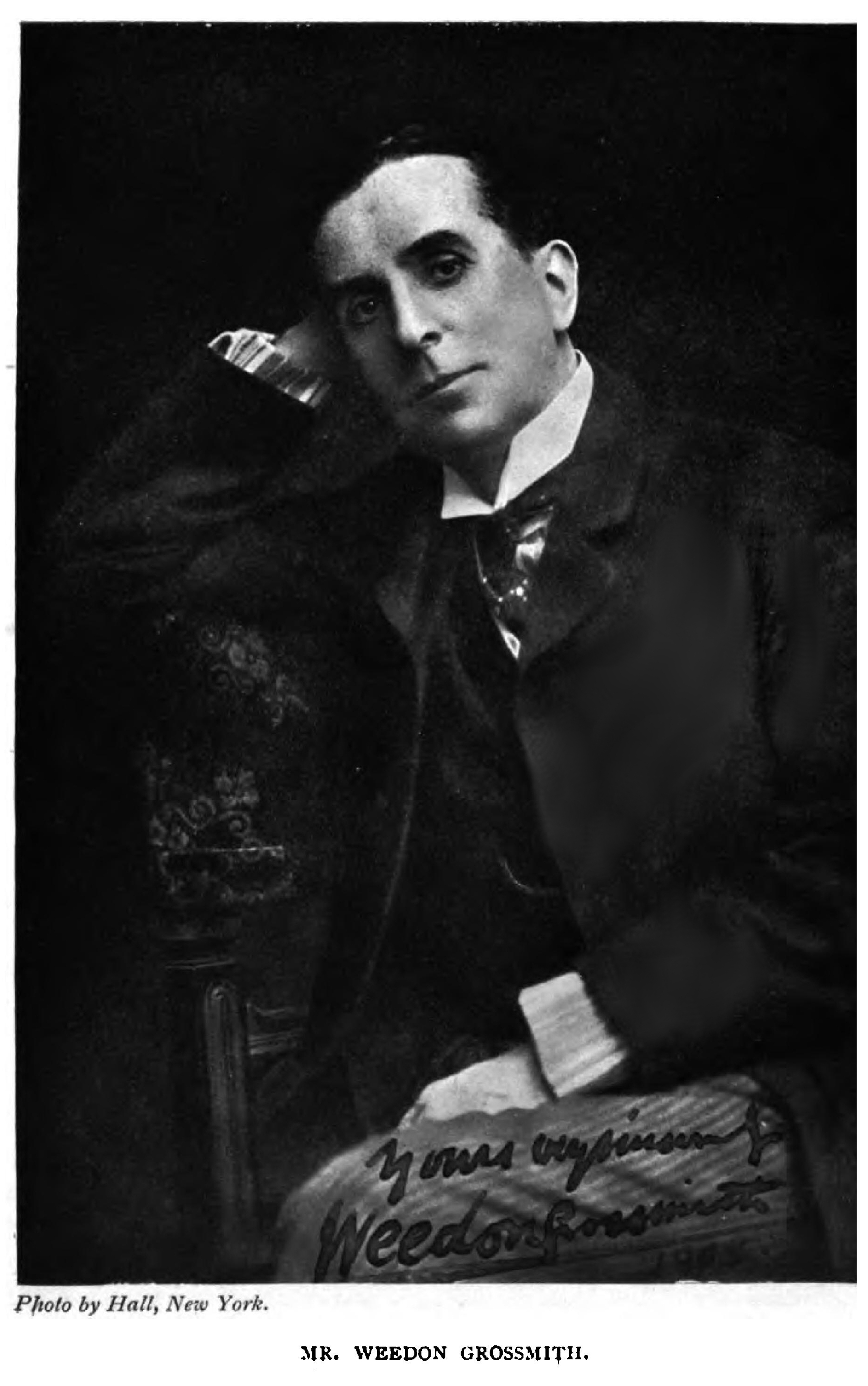
1904년 경에 촬영한 사진

월터 위돈 그로스미스(Walter Weedon Grossmith, 1854년 6월 9일 ~ 1919년 6월 14일)는 영국의 작가, 화가, 배우이자 극작가로, 뮤직홀 코미디언이자 길버트와 설리번의 스타인 형 조지 그로스미스와 쓴 어느 평범한 사람의 일기로 유명하다. 또한 위돈은 어느 평범한 사람의 일기의 삽화를 그리기도 찬사를 받기도 하였다.
그로스미스는 화가가 되기 위해 교육을 받았으나, 그 능력으로는 생계를 유지할 수 없었고, 주로 재정적인 이유로 무대에 올랐다. 배우를 하면서 기획자로서 성공을 거두었고, 여러 편의 희곡을 썼다. 또 코미디 배역을 전문으로 한 그는 자신이 도맡은 인물들의 공통적인 특징인 괴롭힘과 음모를 꾸미는 듯한 모습으로 유명해졌다.